# Austin Williams
Austin Williams (13 novembre 1996) è un attore statunitense.

## Biografia e carriera
Dal debutto all'età di 8 anni, interpretando il giovane Matt Damon nel film di Robert De Niro The Good Shepherd - L'ombra del potere, Austin ha impressionato gli spettatori con ruoli importanti tra cui il figlio precoce di George Clooney in Michael Clayton, Tommy in Phoebe in Wonderland, il diabolico figlio di Adrian Pasdar nel film Home Movie, e una performance memorabile di Nicholas in Burning Palms.
Austin ha fatto numerose apparizioni in televisione; ha interpretato il ruolo di un adolescente abusato nella serie della CBS A Gifted Man, un complice di un omicidio in Law & Order, uno studente in Rescue Me, e di Shane Morasco, un ragazzo vittima di bullismo è affetto dal cancro in quasi 300 episodi della soap-opera Una vita da vivere. In particolare, Austin è il più giovane attore maschio cui sia mai stato offerto un contratto con una soap opera, all'età di 10 anni.
Nel 2012, Austin è il protagonista del film d'animazione Henry & Me (affiancato da Richard Gere e molti vecchi e ricorrenti giocatori dei New York Yankees) e del lungometraggio Sugar, in cui ritrae un adolescente senzatetto che lotta per sopravvivere per le strade di Los Angeles. Quando non è sul set, Austin vive con i suoi genitori, i suoi nonni nonni, sua sorella, Amber Joy Williams (nata il 26 luglio 1998) e il suo cane.
Suo padre è un direttore sportivo ed anche l'allenatore della sua squadra di baseball e basket, sua madre è stata Procuratore presso l'ufficio del procuratore distrettuale di Brooklyn prima che lui nascesse, dopo ha preferito, suo nonno invece è stato capo battaglione sul lato superiore dell'East Side di Manhattan al servizio del New York City Fire Department. È membro della Mensa (associazione), e grazie al suo elevato QI i suoi piani futuri includono lo studio del cinema.

## Filmografia

### Cinema
- The Good Shepherd - L'ombra del potere (The Good Shepherd), regia di Robert De Niro (2006)
- La ragazza della porta accanto (The Girl Next Door), regia di Gregory Wilson (2007)
- Michael Clayton, regia di Tony Gilroy (2007)
- Phoebe in Wonderland, regia di Daniel Barnz (2008)
- Home Movie, regia di Christopher Denham (2008)
- The Day the Bread Turned Green, regia di J.P. Light - cortometraggio (2008)
- Burning Palms, regia di Christopher Landon (2010)
- Sugar, regia di Rotimi Rainwater (2013)
- Blood Ties - La legge del sangue (Blood Ties), regia di Guillaume Canet (2013)

### Televisione
- Late Night with Conan O'Brien – serie TV, episodi 13x43-13x46 (2005)
- Saturday Night Live – serie TV, episodi 30x16-31x8-31x17 (2005-2006)
- Sensing Murder – serie TV, episodi 1x4 (2006)
- David Letterman Show – serie TV, 3 episodi (2005-2007)
- Law & Order - I due volti della giustizia (Law & Order) – serie TV, episodi 18x13 (2008)
- Rescue Me – serie TV, episodi 5x7 (2009)
- A Gifted Man – serie TV, episodi 1x7 (2011)
- Una vita da vivere (One Life to Live) – serie TV, 277 episodi (2007-2012)

## Premi e riconoscimenti
| Anno | Award              | Categoria | Lavoro             | Risultato       |
| ---- | ------------------ | --- | ------------------ | --------------- |
| 2008 | Young Artist Award | Best Performance in a Feature Film - Young Actor Age Ten or Younger                                                         | Michael Clayton    | Candidato/a     |
| 2009 | Young Artist Award | Outstanding Young Performers in a TV Series (condiviso con Eddie Alderson, Kristen Alderson, Camila Banus e Carmen LoPorto) | Una Vita Da Vivere | Candidato/a     |
| 2009 | Young Artist Award | Best Performance in a TV Series - Recurring Young Actor                                                                     | Una Vita Da Vivere | Candidato/a     |
| 2010 | Young Artist Award | Best Performance in a TV Series - Recurring Young Actor 13 and Under                                                        | Una Vita Da Vivere | Candidato/a     |
| 2012 | Young Artist Award | Best Performance in a Daytime TV Series - Young Actor (insieme con Andrew Trischitta)                                       | Una Vita Da Vivere | Vincitore/trice |
| 2012 | Young Artist Award | Best Performance in a TV Series - Guest Starring Young Actor 14-17                                                          | A Gifted Man       | Candidato/a     |